# Draft de la NBA de 1985
El Draft de la NBA de 1985 se celebró el 18 de junio. 8 jugadores nacidos fuera de los Estados Unidos fueron incluidos en las dos primeras rondas, entre ellos el recordado Fernando Martín, o grandes futuras figuras de la liga, como el jugador de origen jamaicano Pat Ewing o el alemán Detlef Schrempf. La nota exótica la puso el sudanés Manute Bol, con sus 2,31 metros de estatura y sus escasos 90 kilos de peso.

## Primera ronda

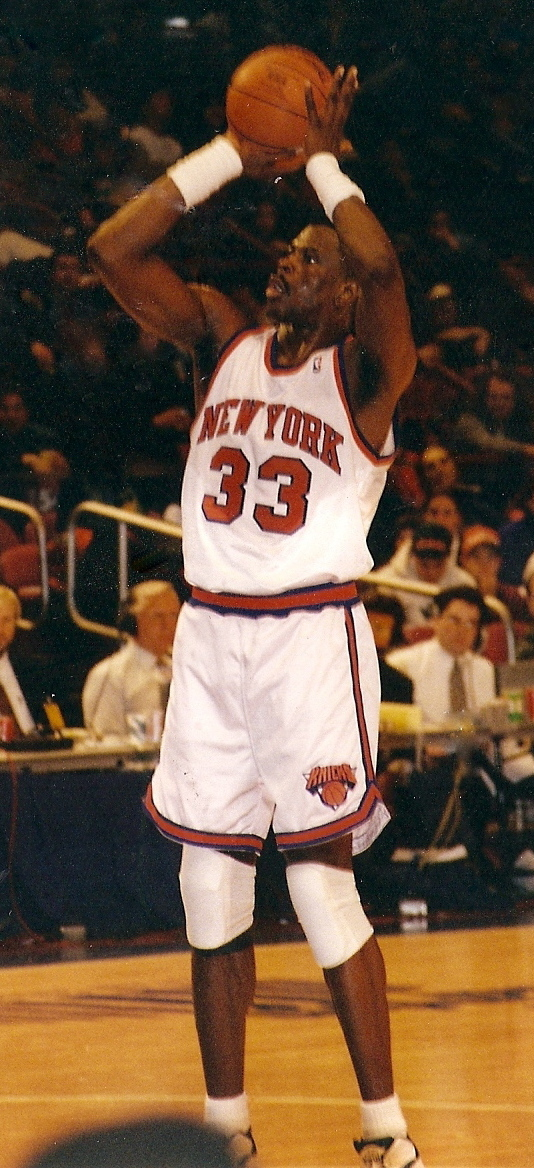
Patrick Ewing, la 1.ª elección.

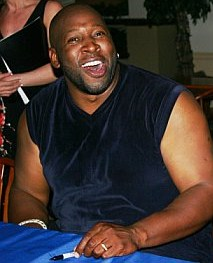
Wayman Tisdale (izq.), la 2.ª elección.

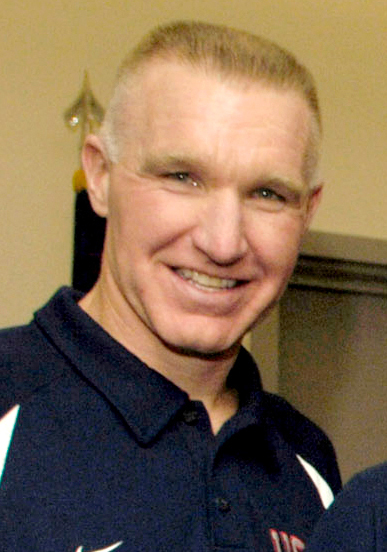
Chris Mullin, la 7.ª elección.

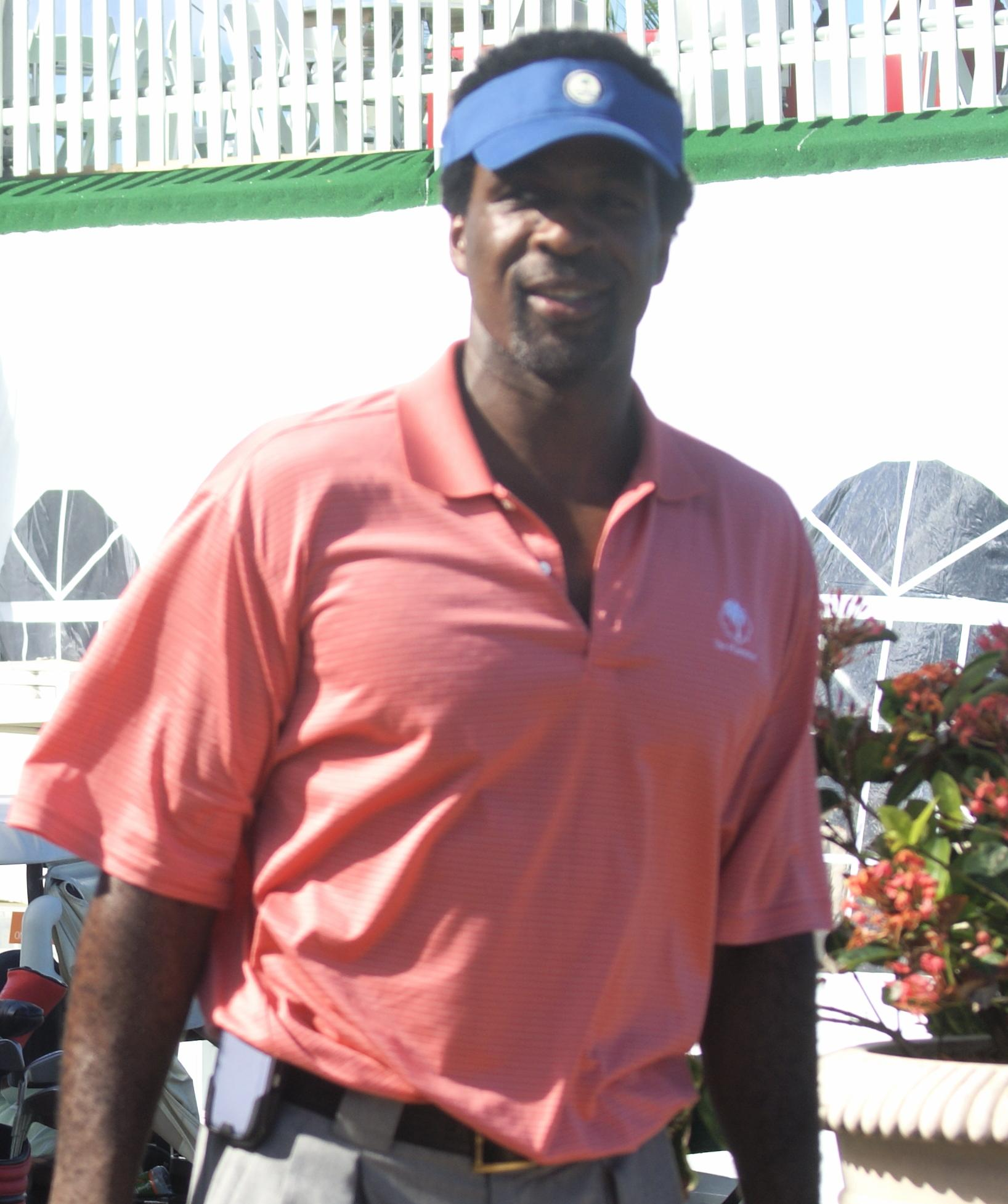
Charles Oakley, la 9.ª elección.

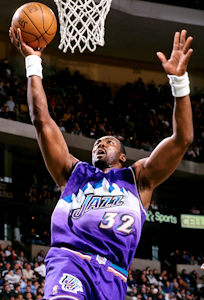
Karl Malone, la 13.ª elección.

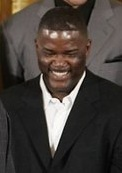
Joe Dumars, la 18.ª elección.

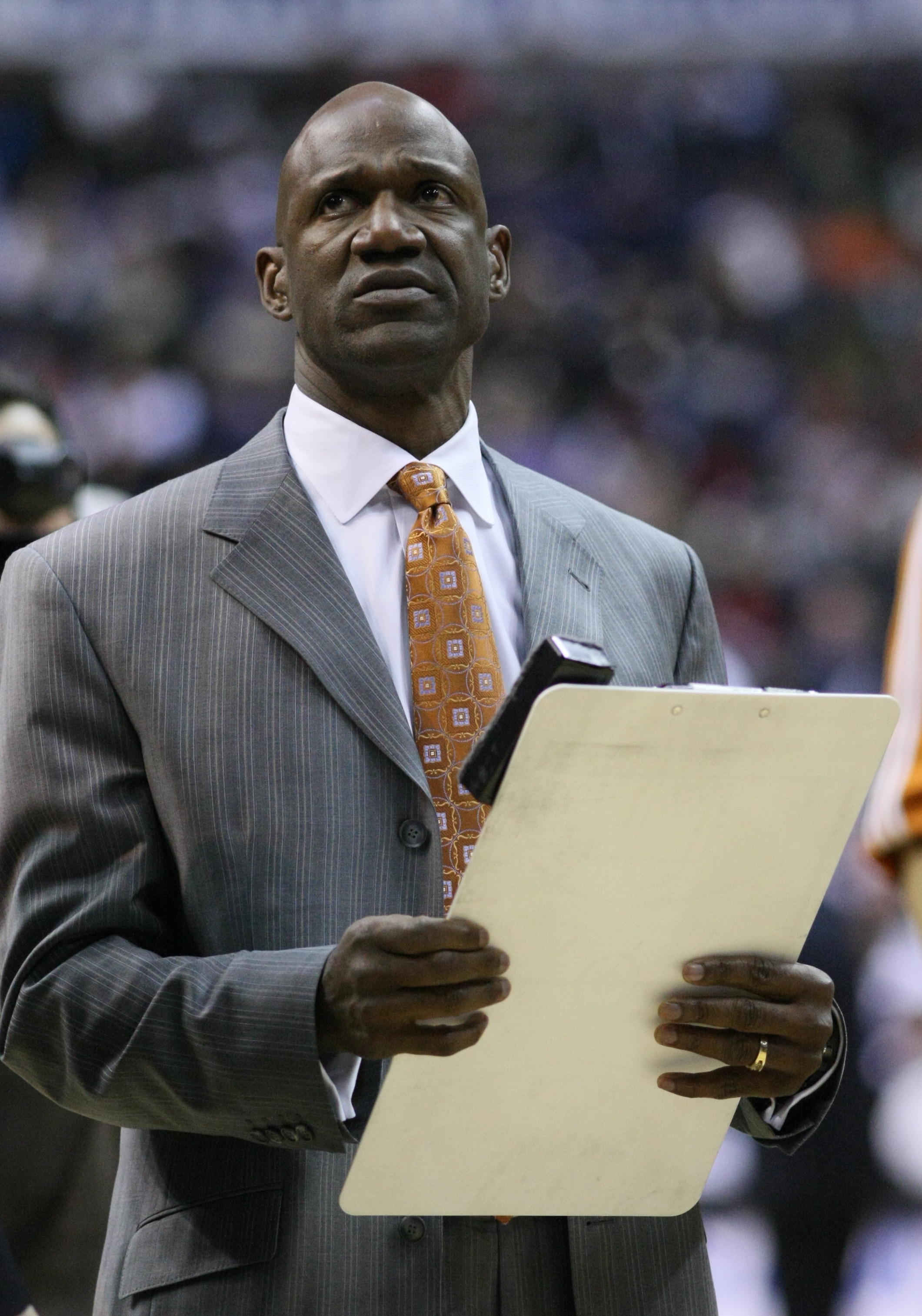
Terry Porter, la 24.ª elección.

|  | Denota jugador miembro del Basketball Hall of Fame                                                 |
|  | Denota jugador que ha sido seleccionado al menos en un All-Star Game y un Mejor Quinteto de la NBA |
|  | Denota jugador que ha sido seleccionado al menos en un All-Star Game                               |
|  | Denota jugador que nunca ha jugado en la NBA                                                       |

| Pick | Jugador                 | Nacionalidad        | Equipo de la NBA       | Origen (Universidad/club) |
| ---- | ----------------------- | ------------------- | ---------------------- | ------------------------- |
| 1    | Patrick Ewing (C)       | Jamaica             | New York Knicks        | Georgetown                |
| 2    | Wayman Tisdale (PF)     | Estados Unidos      | Indiana Pacers         | Oklahoma                  |
| 3    | Benoit Benjamin (C)     | Estados Unidos      | Los Angeles Clippers   | Creighton                 |
| 4    | Xavier McDaniel (PF)    | Estados Unidos      | Seattle SuperSonics    | Wichita State             |
| 5    | Jon Koncak (C)          | Estados Unidos      | Atlanta Hawks          | SMU                       |
| 6    | Joe Kleine (C)          | Estados Unidos      | Sacramento Kings       | Arkansas                  |
| 7    | Chris Mullin (SF)       | Estados Unidos      | Golden State Warriors  | St. John's                |
| 8    | Detlef Schrempf (PF/SF) | Alemania Occidental | Dallas Mavericks       | Washington                |
| 9    | Charles Oakley (PF)     | Estados Unidos      | Cleveland Cavaliers    | Virginia Union            |
| 10   | Ed Pinckney (PF)        | Estados Unidos      | Phoenix Suns           | Villanova                 |
| 11   | Keith Lee (C)           | Estados Unidos      | Chicago Bulls          | Memphis State             |
| 12   | Kenny Green (F)         | Estados Unidos      | Washington Bullets     | Wake Forest               |
| 13   | Karl Malone (PF)        | Estados Unidos      | Utah Jazz              | Louisiana Tech            |
| 14   | Alfredrick Hughes (SG)  | Estados Unidos      | San Antonio Spurs      | Loyola (Chicago)          |
| 15   | Blair Rasmussen (C)     | Estados Unidos      | Denver Nuggets         | Oregon                    |
| 16   | Bill Wennington (C)     | Canadá              | Dallas Mavericks       | St. John's                |
| 17   | Uwe Blab (C)            | Alemania Occidental | Dallas Mavericks       | Indiana                   |
| 18   | Joe Dumars (SG)         | Estados Unidos      | Detroit Pistons        | McNeese State             |
| 19   | Steve Harris (SG)       | Estados Unidos      | Houston Rockets        | Tulsa                     |
| 20   | Sam Vincent (SG)        | Estados Unidos      | Boston Celtics         | Michigan State            |
| 21   | Terry Catledge (PF)     | Estados Unidos      | Philadelphia 76ers     | South Alabama             |
| 22   | Jerry Reynolds (G/F)    | Estados Unidos      | Milwaukee Bucks        | LSU                       |
| 23   | A. C. Green (PF)        | Estados Unidos      | Los Angeles Lakers     | Oregon State              |
| 24   | Terry Porter (PG)       | Estados Unidos      | Portland Trail Blazers | Wisconsin-Stevens Point   |

## Segunda ronda
| Pick | Jugador                      | Nacionalidad   | Equipo de la NBA       | Origen (Universidad/club) |
| ---- | ---------------------------- | -------------- | ---------------------- | ------------------------- |
| 25   | Mike Smrek                   | Canadá         | Portland Trail Blazers | Canisius                  |
| 26   | Bill Martin                  | Estados Unidos | Indiana Pacers         | Georgetown                |
| 27   | Dwayne McClain (SG)          | Estados Unidos | Indiana Pacers         | Villanova                 |
| 28   | Ken Johnson                  | Estados Unidos | Chicago Bulls          | Michigan State            |
| 29   | Mike Brittain                | Estados Unidos | San Antonio Spurs      | South Carolina            |
| 30   | Calvin Duncan                | Estados Unidos | Cleveland Cavaliers    | Virginia Commonwealth     |
| 31   | Manute Bol (C)               | Sudán          | Washington Bullets     | Bridgeport                |
| 32   | Nick Vanos                   | Estados Unidos | Phoenix Suns           | Santa Clara               |
| 33   | Greg Stokes                  | Estados Unidos | Philadelphia 76ers     | Iowa                      |
| 34   | Aubrey Sherrod (SG)          | Estados Unidos | Chicago Bulls          | Wichita State             |
| 35   | Tyrone Corbin (SF/PF)        | Estados Unidos | San Antonio Spurs      | DePaul                    |
| 36   | Yvon Joseph (C)              | Haití          | New Jersey Nets        | Georgia Tech              |
| 37   | Carey Scurry                 | Estados Unidos | Utah Jazz              | LIU                       |
| 38   | Fernando Martín (PF)         | España         | New Jersey Nets        | Real Madrid (España)      |
| 39   | George Montgomery            | Estados Unidos | Portland Trail Blazers | Illinois                  |
| 40   | Mark Acres                   | Estados Unidos | Dallas Mavericks       | Oral Roberts              |
| 41   | Lorenzo Charles (PF)         | Estados Unidos | Atlanta Hawks          | NC State                  |
| 42   | Bobby Lee Hurt               | Estados Unidos | Golden State Warriors  | Alabama                   |
| 43   | Barry Stevens                | Estados Unidos | Denver Nuggets         | Iowa State                |
| 44   | Voise Winters (SG)           | Estados Unidos | Philadelphia 76ers     | Bradley                   |
| 45   | John "Hot Rod" Williams (PF) | Estados Unidos | Cleveland Cavaliers    | Tulane                    |
| 46   | Adrian Branch (SF)           | Estados Unidos | Chicago Bulls          | Maryland                  |
| 47   | Gerald Wilkins (SG)          | Estados Unidos | New York Knicks        | Chattanooga               |

## Notables elecciones posteriores a la 2.ª ronda
| Pick | Jugador                  | Nacionalidad                | Equipo de la NBA | Origen (Universidad/club) |
| ---- | ------------------------ | --------------------------- | ---------------- | ------------------------- |
| 54   | Sam Mitchell (SG)        | Estados Unidos              | Houston Rockets  | Mercer                    |
| 66   | Michael Adams (PG)       | Estados Unidos              | Sacramento Kings | Boston College            |
| 69   | Mike Brown (PF)          | Estados Unidos              | Chicago Bulls    | George Washington         |
| 77   | Arvydas Sabonis (C)      | Unión Soviética ( Lituania) | Atlanta Hawks    | Žalgiris (URSS)           |
| 78   | Granger Hall (C)         | Estados Unidos              | Phoenix Suns     | Temple University         |
| 87   | Anthony "Spud" Webb (PG) | Estados Unidos              | Detroit Pistons  | North Carolina State      |
| 160  | Mario Elie (SG/SF)       | Estados Unidos              | Milwaukee Bucks  | American International    |

## Curiosidades
- Se introdujo por primera vez en este draft la lotería para repartir las primeras posiciones del mismo, y así evitar que los equipos perdieran premeditadamente partidos la temporada anterior con el afán de conseguir el número 1, puesto que se daba en orden inverso al de victorias en liga.
- Arvydas Sabonis volvió a entrar en el draft al año siguiente, siendo elegido por Portland.